# 9 Brygada Artylerii Polowej (austro-węgierska)
9 Brygada Artylerii Polowej (9. Feldartilleriebrigade) – brygada artylerii polowej cesarskiej i królewskiej Armii.

## Dyslokacja sztabu w 1914
Garnizon Litomierzyce (niem. Leitmeritz).

## Skład w maju 1914
- Pułk Armat Polowych Nr 25
- Pułk Armat Polowych Nr 26
- Pułk Armat Polowych Nr 27
- Pułk Haubic Polowych Nr 9
- Dywizjon Ciężkich Haubic Nr 9

## Podporządkowanie w 1914
IX Korpus

## Komendanci brygady
- GM Albert Sponner (1885 – )
- płk Leopold Du Fresne (1889 – )
- GM Moritz von Kržiwanek (1910 – 1 VII 1912 → stan spoczynku)
- GM Eduard Zanantoni (1912 – 1914)